# 松合會
松合會是臺灣三大犯罪組織之一的天道盟旗下的分會。

## 簡介
松合會首任會長為地方要角尤O偉「妖怪」，據悉有青幫與洪門的背景作風兇悍，2001年由日本回國後行事作風低調，2019年與天道盟天子集團結盟，主要從事土地工程、債務協商、廟會文化活動等…，活動範圍涵蓋松山、三重、板橋、蘆洲、桃園、高雄及部分海外地區，該組織不乏工商界人士及海外歸國份子，鮮少出現爭議性社會新聞及事件。
2020年以「天道機構松合會」為名，第一次於第一飯店舉辦春酒，被當地警方視為公然挑釁公權力，並直接下令要求該組織停止舉辦餐會。

## 會長
- 會長：尤O偉(妖怪)

## 組織
- 副會長：潘O蒼(小潘)
- 副會長：謝O魁(阿魁)

## 分組
- 涉外組：勝哥 / 古O華(歿)
- 蘆洲組：蔡O翔(阿翔)
- 板橋組：歐O池(歐ㄟ)
- 桃園組：曾O翔(乃翔)